# Stefan Nilsson (friidrottare)
Stefan Nilsson, född den 22 oktober 1954, är en svensk före detta friidrottare (sprinter). Han tävlade för Malmö AI och KA 2 IF. Blev Stor Grabb nummer 335 i friidrott 1983.

## Personliga rekord
- 60 m: 6,68 s [4]
- 100 m (manuell tidtagning): 10,3 s (Västerås 30 juni 1978)[6]
- 100 m (elektrisk tidtagning): 10,42 s (Malmö Stadion, 20 juni 1978)[7]
- 200 m (elektrisk tidtagning): 21,37 s (Borås 23 augusti 1983)[8]

### Fotnoter
1. 1 2 3 4 5   Svenska Mästerskapen i friidrott 1896-2005. Trångsund: Erik Wiger/TextoGraf Förlag. 2006. ISBN 91-631-9065-6, sid 37
2. ↑   Svenska Mästerskapen i friidrott 1896-2005. Trångsund: Erik Wiger/TextoGraf Förlag. 2006. ISBN 91-631-9065-6, sid 40
3. ↑   Svenska Mästerskapen i friidrott 1896-2005. Trångsund: Erik Wiger/TextoGraf Förlag. 2006. ISBN 91-631-9065-6, sid 153
4. 1 2 3  Stora grabbars märke Läst 2015-06-24
5. ↑  friidrott.se:s Stora Grabbar-sida Arkiverad 31 mars 2016 hämtat från the Wayback Machine. Läst 2015-06-24
6. ↑   Sverigebästa genom tiderna i friidrott. Trångsund: Bengt Holmberg/TextoGraf Förlag. 2009. ISBN 978-91-977146-3-1, sid 33
7. ↑   Sverigebästa genom tiderna i friidrott. Trångsund: Bengt Holmberg/TextoGraf Förlag. 2009. ISBN 978-91-977146-3-1, sid 16
8. ↑   Sverigebästa genom tiderna i friidrott. Trångsund: Bengt Holmberg/TextoGraf Förlag. 2009. ISBN 978-91-977146-3-1, sid 50